# Betty LaMinga

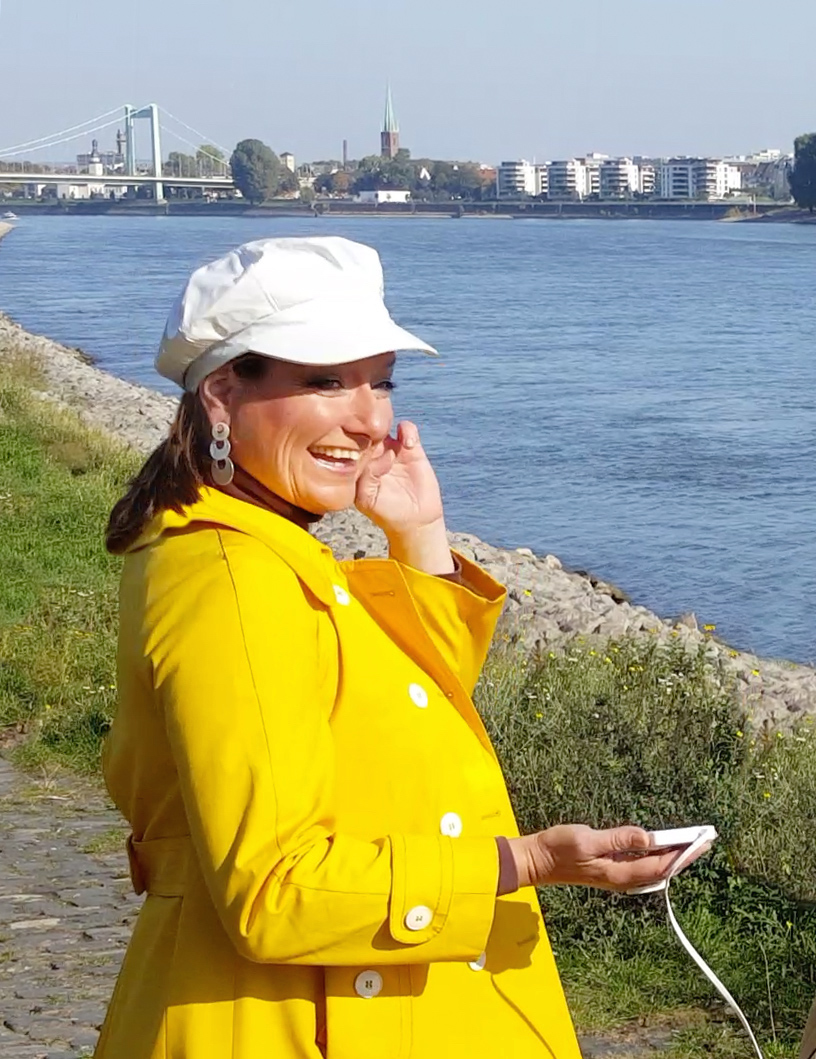
Betty LaMinga in Köln (2015)

Betty LaMinga (* 16. August vor 1988 in Dortmund, Nordrhein-Westfalen) ist eine deutsche Sängerin, Schauspielerin und Autorin.

## Leben
Betty LaMinga legte in Dortmund das Abitur ab. Sie absolvierte anschließend eine Handwerkslehre zur Damenschneiderin an den städtischen Bühnen Dortmund. Im folgenden Studium an der Bergischen Universität Wuppertal belegte sie die Fächer Wirtschaftslehre, Politik und Sport. Dazu studierte sie klassischen Gesang in Deutschland und Schauspiel in England auf privater Basis. Nach dem Abschluss des Studiums folgte sie einem mehrjährigen Engagement der Improvisationstheatergruppe Springmaus. Betty LaMinga lebt heute in ihrer Wahlheimat Köln und tritt mit ihrem aktuellen Solo-Programm und in verschiedenen Ensembles deutschlandweit auf.

## Bühnenprogramme (Auswahl)
- 1987: Chicago Musical/Theater Dortmund, Tänzerin und Sängerin, Rolle: Annas Kitty/Killer Girl
- 2000–1998: Geierabend Ruhrpottkarneval, Kabarett-Ensemble: Die Panneköppe
- 2001–1999: Springmaus Impro-Comedy, mit Ralf Schmitz, Mike Müller, Bernhard Hoecker u. a., Programme: „Was ihr wollt“ (1999), „Volle Maus voraus“ (2000), „(N)Eurotisch“ (2001), „Merry Christmaus“ (2000/01)
- 2005: Von Engeln und anderem Federvieh Wintershow, Scala Theater/Köln, Doppelrolle Gans/weiße Zarin, auch Co-Autorin, Kostüme & Regie: Hazy Hartlieb
- 2005–2004: Jäger der verlorenen Story Impro-Show, mit Georg Uecker, Sascha Korf u. a.
- 2008–2005: Gloria Sitzung Kölner Karneval, mit Auftritten als Barbra Streisand, Marika Rökk, Tina Turner u. a., Regie: Sascha Korf
- 2011 & 2006: Fang den Mörder Gastauftritte bei Krimi-Leseshow mit Hella von Sinnen, Ingolf Lück, Georg Uecker u. a.
- 2012–2017: Pfoten Hoch! Puppen Impro Show mit Martin Reinl
- seit 2016: Save the German Liedgut – Volkslieder im Motown Soul, Eigenproduktion

## Auszeichnungen
- 2002: 1. Platz Kampf um die Europride Krone mit ImproVisite
- 2005: 1. Platz Maestro Impro Challenge Dortmund mit Arnd Cremer
- 2005: Kulturevent des Jahres Tina Turner auf der Gloria Sitzung
- 2010: 1. Platz Pappstars Impro Music Challenge Wiesbaden
- 2011: 1. Platz Pappstars Impro Music Challenge Wiesbaden
- 2015: 1. Platz Pappstars Impro Music Challenge Wiesbaden

## Presse
- Kölnische Rundschau, www.rundschau-online.de
- Choices, www.choices.de